# بوليط حليبي النسغ
بوليط حليبي النسغ (الاسم العلمي: Boletus lactifluus ) هو نوع الفطريات يتبع جنس البوليط من الفصيلة البوليطية.